# Something About You
Albums de Angela Bofill
Angel of the Night
(1979) Too Tough
(1983)
Singles
Holdin' Out for Love / Only Love (21 janvier 1982)

Something About You est le troisième album de l'artiste Angela Bofill, sorti en 1981.
Durant la période séparant la sortie de son second album, Angel of the Night et ce troisième album, Bofill quitta le label GRP Records et rejoignit Arista Records, espérant ainsi développer son succès. En dépit des controverses autour de Bofill et de son ancien label GRP, l'album réussit à se vendre mais avec moins de succès que ses deux précédents albums.
En 2002, Something About You fut numérisé, remasterisé et réédité sur le label Arista Records, avec des chansons Bonus.

## Liste des titres

### Face A
1. Something About You
2. Break It To Me Gently
3. On And On
4. Tropical Love
5. You Should Know By Now

### Face B
1. Only Love
2. Holdin' Out For Love
3. Stop Look Listen
4. I Do Love You
5. Three Blind Mice
6. Time To Say Goodbye

### Titres Bonus présents dans la version remasterisée de 2002
1. Never Wanna Be Without Your Love - (avec Narada Michael Walden)
2. Esperando Al Amor
3. Love Light
4. Rhythm Of Your Mind

## Participants
- Angela Bofill - Chant
- Clive Davis - Produecteur Assistant
- Andy Narell - Batterie
- Corrado Rustici, Earl Klugh, Joaquin Lievano - Guitare
- Scherrie Payne - Chœurs
- Vicki Randle - Chœurs
- Myrna Matthews - Chœurs
- Jim Gilstrap - Chœurs
- John Lehman - Chœurs
- Larry Schneider - Flûte
- Tower of Power - Cor d'harmonie
- Mic Gillette - Trompette
- Greg Adams - Trompette, Arrangements des cors d'harmonie
- Marc Russo - Saxophone, Arrangements des cors d'harmonie
- Wayne Wallace - Trombone, Arrangements des cors d'harmonie
- Mike Gibbs - Arrangements des cordes
- Narada Michael Walden - Arrangeur
- Patrick Cowley - Synthétiseur
- Greg Levias - Synthétiseur
- Paulinho Da Costa - Percussions
- Randy Jackson - Guitare basse
- Rusty Allen - Guitare basse

## HIstorique des classements
| Nom                 | Classements Billboard (1981) | Meilleure position |
| ------------------- | ---------------------------- | ------------------ |
| Something About You | Billboard R&B Albums         | 13                 |
| Something About You | Billboard Pop Albums         | 61                 |
| Something About You | Billboard Jazz Albums        | 4                  |